# Peniophoraceae
Peniophoraceae es una familia de hongos en el orden Russulales. Las especies de esta familia tienen una distribución cosmopolita y son principalmente saprotrofios, causando la podredumbre de árboles vivos y caídos. En el 2008 se estimaba que la familia tenía unos 7 géneros y 88 especies.